# Colona celebica
Colona celebica är en malvaväxtart som först beskrevs av Carl Ludwig von Blume, och fick sitt nu gällande namn av Karl Ewald Maximilian Burret. Colona celebica ingår i släktet Colona och familjen malvaväxter. Inga underarter finns listade i Catalogue of Life.